# ユアン・マクレガー 大陸縦断 バイクの旅
『ユアン・マクレガー 大陸縦断 バイクの旅』（ユアン・マクレガー たいりくじゅうだん バイクのたび、英語：Long Way Down）は、BBC Twoで2007年に放送されたリアリティ番組。ユアン・マクレガーとチャーリー・ブアマンが出演している。日本ではナショナルジオグラフィックチャンネルで放送された。オリジナルでは6エピソードであるが、10エピソードに分割されて放送されている。
2008年には続編「By Any Means」がBBCで放送された。